# Monkey Bay
Monkey Bay (o Lusumbwe) è un centro abitato del Malawi, situato nella Regione Meridionale.